# Brandy (lied)
"Brandy" is een nummer van de Amerikaanse singer-songwriter Scott English. Het nummer werd in 1971 uitgebracht als single. Onder de titel "Mandy" werd het in 1974 gecoverd door Barry Manilow, die er een wereldwijde hit mee had. In 2003 behaalde de Ierse boyband Westlife eveneens grote successen met hun versie van het nummer.

## Achtergrond
"Brandy" is geschreven door Scott English en Richard Kerr. English was in 1971 de eerste artiest die het nummer opnam. Het verhaal ging dat het nummer over zijn favoriete hond ging; English vertelde dat een journalist hem ooit vroeg in de ochtend wakker had gebeld om te vragen wie Brandy was, en dat hij geïrriteerd verzon dat het over zijn hond ging om van de vraag af te zijn. In 2013 vertelde hij in een interview dat hij de titel van het nummer bedacht toen hij in Frankrijk was en iemand een vieze grap tegen hem probeerde te maken: "Brandy goes down fine after dinner, doesn't she?" (Brandy gaat er goed in na het diner, nietwaar?). In het Engels werkte deze grap niet, aangezien een drank hierin geen grammatisch geslacht heeft. Toen hij terugkeerde naar Londen, schreef hij het nummer. Hij vertelde dat het deels autobiografisch is, en dat het benoemde gezicht in het raam zijn vader is.
"Brandy" werd een hit in een aantal landen. In het Verenigd Koninkrijk behaalde hij de twaalfde plaats in de hitlijsten, terwijl de single in Australië een positie lager piekte. In de Amerikaanse Billboard Hot 100 kwam het echter niet verder dan plaats 91. In Nederland kwam het niet in de Top 40 terecht en bleef het steken op de zesde plaats in de Tipparade, maar in Vlaanderen wist het wel de voorloper van de Ultratop 50 te behalen met plaats 26 als hoogste notering.

## Covers

### Barry Manilow
In 1974 werd "Brandy" gecoverd door de Amerikaanse singer-songwriter Barry Manilow. In de jaren tussen de opnamen van English en Manilow had de groep Looking Glass de single Brandy (You're a Fine Girl) uitgebracht, die in de Verenigde Staten de eerste plaats haalde. Om verwarring tussen deze nummers te voorkomen, veranderde Manilow de titel van zijn cover in "Mandy". Manilow schrapte in zijn versie de eerste twee regels van het vierde couplet en veranderde de overgebleven regels naar een brug. Scott English vertelde later dat hij hier oorspronkelijk niet blij mee was, maar dat hij het later wel goed vond, "omdat ik er huizen door kon kopen".
Manilow had een grote hit met "Mandy", dat in de Amerikaanse Billboard Hot 100 en in de Canadese hitlijst een nummer 1-hit werd. Ook in Ierland, Australië en Zuid-Afrika werd het een top 10-hit. In het Nederlandse taalgebied kende het oorspronkelijk geen successen, maar groeide later wel uit tot een van de bekendste nummers van Manilow. Zo staat het sinds het begin van de Radio 2 Top 2000 in 1999 in deze lijst.

### Westlife
In 2003 werd "Mandy" gecoverd door de Ierse boyband Westlife voor hun vierde studioalbum Turnaround. Het werd de twaalfde nummer 1-hit van de band in het Verenigd Koninkrijk. Het is het nummer dat in dit land de grootste sprong ooit maakte naar de toppositie: het ging in een week van plaats 200 naar plaats 1. Ook in Ierland en Schotland wist het de eerste positie te bereiken. In een aantal andere Europese landen werd het ook een grote hit. In Nederland wist het de Top 40 niet te bereiken en bleef het steken op de tweede plaats in de Tipparade, maar kwam het wel tot plaats 27 in de Mega Top 100. In Vlaanderen kwam het tot plaats 50 in de Ultratop 50.

### Andere covers
"Brandy" is vele malen gecoverd, alhoewel de meeste covers onder de titel "Mandy" bekend zijn. De Nieuw-Zeelandse zangeres Bunny Walters nam het in 1972 op als "Brandy" en behaalde in haar thuisland de vierde plaats in de hitlijsten. Als "Mandy" werd het nummer gecoverd door onder meer The Bad Plus, Box Car Racer, Jimmy Castor, Richard Clayderman, Ray Conniff, Claude François, René Froger, Karel Gott, Bradley Joseph, Helmut Lotti, Mark 'Oh, Johnny Mathis, Me First and the Gimme Gimmes, Donny Osmond, Yves Segers en Andy Williams.

## Hitnoteringen

### Barry Manilow

#### NPO Radio 2 Top 2000
| Nummer met noteringen in de NPO Radio 2 Top 2000 | '99 | '00 | '01 | '02 | '03 | '04 | '05 | '06 | '07 | '08 | '09 | '10 | '11 | '12  | '13  | '14  | '15  | '16  | '17  | '18  | '19  |
| ------------------------------------------------ | --- | --- | --- | --- | --- | --- | --- | --- | --- | --- | --- | --- | --- | ---- | ---- | ---- | ---- | ---- | ---- | ---- | ---- |
| Mandy                                            | 348 | 342 | 507 | 431 | 417 | 404 | 520 | 649 | 474 | 492 | 840 | 860 | 778 | 1245 | 1197 | 1084 | 1273 | 1355 | 1321 | 1951 | 1808 |

1. ↑  Een vetgedrukt getal geeft de hoogste notering aan.
2. ↑  Deze tabel is bijgewerkt tot en met de laatste editie (2024).

### Westlife

#### Mega Top 100
| Hitnotering: 29-11-2003 t/m 21-02-2004 | Hitnotering: 29-11-2003 t/m 21-02-2004 | Hitnotering: 29-11-2003 t/m 21-02-2004 | Hitnotering: 29-11-2003 t/m 21-02-2004 | Hitnotering: 29-11-2003 t/m 21-02-2004 | Hitnotering: 29-11-2003 t/m 21-02-2004 | Hitnotering: 29-11-2003 t/m 21-02-2004 | Hitnotering: 29-11-2003 t/m 21-02-2004 | Hitnotering: 29-11-2003 t/m 21-02-2004 | Hitnotering: 29-11-2003 t/m 21-02-2004 | Hitnotering: 29-11-2003 t/m 21-02-2004 | Hitnotering: 29-11-2003 t/m 21-02-2004 | Hitnotering: 29-11-2003 t/m 21-02-2004 | Hitnotering: 29-11-2003 t/m 21-02-2004 | Hitnotering: 29-11-2003 t/m 21-02-2004 |
| Week                                   | 1                                      | 2                                      | 3                                      | 4                                      | 5                                      | 6                                      | 7                                      | 8                                      | 9                                      | 10                                     | 11                                     | 12                                     | 13                                     |                                        |
| -------------------------------------- | -------------------------------------- | -------------------------------------- | -------------------------------------- | -------------------------------------- | -------------------------------------- | -------------------------------------- | -------------------------------------- | -------------------------------------- | -------------------------------------- | -------------------------------------- | -------------------------------------- | -------------------------------------- | -------------------------------------- | -------------------------------------- |
| Positie                                | 31                                     | 31                                     | 39                                     | 38                                     | 28                                     | 27                                     | 27                                     | 34                                     | 44                                     | 45                                     | 59                                     | 70                                     | 84                                     | uit                                    |